# 新潟刑務所
新潟刑務所（にいがたけいむしょ）は、法務省矯正局の東京矯正管区に属する刑務所。
下部機関として長岡拘置支所、上越拘置支所、佐渡拘置支所の3ヶ所の支所を持つ。

## 所在地
- 〒950-8721　新潟県新潟市江南区山二ツ381-4
  - JR東日本 新潟駅より車で約10分または新潟交通バス亀田・新津・水原（阿賀野市）方面行きに乗車し、「新潟刑務所前」下車あるいは信越本線越後石山駅より徒歩17分。

## 収容分類級
- B級

刑期8年未満の再犯者・暴力団構成員を収容する男子刑務所。

## 収容定員
- 877人

## 沿革
- 1952年（昭和27年） - 佐渡島新穂村内に新潟刑務所新穂泊込作業場が設けられる[1]。
- 1952年（昭和27年） - 職員が天皇賜杯全日本軟式野球大会（全国大会）に出場。東京都代表の豊多摩刑務所に敗れる。
- 1972年（昭和47年） - 3月8日、現在の場所で新築落成式[2]。

## 組織
所長の下に2部1課を持つ2部制である。
- 総務部（庶務課、会計課、用度課）
- 処遇部（処遇担当、企画担当）
- 医務課

## 特記事項
- 木工作業では、県の伝統工芸品である木彫り堆朱を取り入れている（施設のご案内（新潟刑務所）より）。彫刻・漆塗りの技術習得は受刑者の社会復帰にも役立っている。
- 映画「初恋」で、三億円事件の起こった府中刑務所付近の外観として当刑務所がロケに使用された。
- 2023年7月に受刑者が看守を殴打する事件が発生した。[3]

座標: 北緯37度53分15秒 東経139度5分43.5秒 / 北緯37.88750度 東経139.095417度